# Saint-Sylvain (Seine-Maritime)
Saint-Sylvain település Franciaországban, Seine-Maritime megyében. Lakosainak száma 135 fő (2022. január 1.). Saint-Sylvain Ingouville, Paluel és Saint-Riquier-ès-Plains községekkel határos.

## Népesség
A település népessége az elmúlt években az alábbi módon változott:
| Lakosok száma | 182  | 181  | 183  | 179  | 166  | 153  | 140  | 138  | 135  |
|               | 2013 | 2015 | 2016 | 2017 | 2018 | 2019 | 2020 | 2021 | 2022 |